# Jewgienij Bugajow
Jewgienij Iosifowicz Bugajow (ros. Евге́ний Ио́сифович Бугаёв, ur. 28 listopada 1912, zm. 1997) – radziecki polityk, dziennikarz, historyk, przewodniczący Rady Najwyższej Białoruskiej SRR (1948-1949), członek Centralnej Komisji Rewizyjnej KPZR (1961-1966).
Pracował jako nauczyciel, 1938-1940 działacz Komsomołu, od 1939 w WKP(b), 1940 ukończył Instytut Filozofii, Literatury i Historii im. Czernyszewskiego, 1940-1942 studiował w Wyższej Szkole Partyjnej przy KC WKP(b). Od 1942 funkcjonariusz partyjny, 1944-1946 sekretarz Komitetu Obwodowego Komunistycznej Partii (bolszewików) Białorusi w Homlu, 1947 kierownik Wydziału KC KP(b)B, od stycznia do grudnia 1948 I sekretarz Komitetu Obwodowego KP(b)B w Mińsku. Od 17 marca 1948 do 14 kwietnia 1949 przewodniczący Rady Najwyższej Białoruskiej SRR, 1949-1954 sekretarz Komitetu Obwodowego WKP(b)/KPZR w Omsku, 1954-1956 zastępca redaktora naczelnego pisma "Partijnaja żyzń", 1956-1958 w KC KPZR, 1958-1960 kierownik działu gazety "Problemy mira i socyalizma", 1960-1961 redaktor naczelny pisma "Woprosy istorii KPSS", 1961-1964 redaktor naczelny pisma "Partijnaja żyzń". Kandydat nauk historycznych, od 1961 doktor nauk historycznych, a od 1962 profesor. Od 31 października 1961 do 29 marca 1966 członek Centralnej Komisji Rewizyjnej KPZR, 1962-1986 wykładowca Akademii Nauk Społecznych przy KC KPZR, 1964-1986 członek kolegium redakcyjnego i zastępca redaktora naczelnego pisma "Kommunist", od 1986 na emeryturze.

## Odznaczenia
- Order Lenina (1962)
- Order Rewolucji Październikowej (1974)
- Order Czerwonego Sztandaru Pracy (1984)